# Æ (слово латинице)
Æ је слово латинице. Користи се у данском, исландском и норвешком језику, где се третира као засебно слово алфабета. Некада се користило и у средњовековном немачком језику, где је имало исту улогу као и Ä у модерном немачком алфабету, а то је слово у немачки увео Јакоб Грим и самим тим је ово слово заменио тим словом. 

## Примери
Данска реч troposfæren (у значењу тропосфера) чита се тропосфаерен.

## Изглед
| Знак                      | Æ               | Æ               | æ             | æ              | Ǣ                           | Ǣ                           | ǣ                         | ǣ                         | Ǽ                         | Ǽ                         | ǽ                       | ǽ                       |
| ------------------------- | --------------- | --------------- | ------------- | -------------- | --------------------------- | --------------------------- | ------------------------- | ------------------------- | ------------------------- | ------------------------- | ----------------------- | ----------------------- |
| Назив у Уникоду           | ВЕЛИКО СЛОВО АЕ | ВЕЛИКО СЛОВО АЕ | МАЛО СЛОВО АЕ | МАЛО СЛОВО АЕ  | ВЕЛИКО СЛОВО АЕ СА МАКРОНОМ | ВЕЛИКО СЛОВО АЕ СА МАКРОНОМ | МАЛО СЛОВО АЕ СА МАКРОНОМ | МАЛО СЛОВО АЕ СА МАКРОНОМ | ВЕЛИКО СЛОВО АЕ СА АКУТОМ | ВЕЛИКО СЛОВО АЕ СА АКУТОМ | МАЛО СЛОВО АЕ СА АКУТОМ | МАЛО СЛОВО АЕ СА АКУТОМ |
| Врста кодирања            | децимална       | хексадецимална  | децимална     | хексадецимална | децимална                   | хексадецимална              | децимална                 | хексадецимална            | децимална                 | хексадецимална            | децимална               | хексадецимална          |
| Уникод                    | 198             | U+00C6          | 230           | U+00E6         | 482                         | U+01E2                      | 483                       | U+01E3                    | 508                       | U+01FC                    | 509                     | U+01FD                  |
| UTF-8                     | 195 134         | C3 86           | 195 166       | C3 A6          | 199 162                     | C7 A2                       | 199 163                   | C7 A3                     | 199 188                   | C7 BC                     | 199 189                 | C7 BD                   |
| Нумеричка референца знака | &#198;          | &#xC6;          | &#230;        | &#xE6;         | &#482;                      | &#x1E2;                     | &#483;                    | &#x1E3;                   | &#508;                    | &#x1FC;                   | &#509;                  | &#x1FD;                 |
| Нумеричка референца знака | &AElig;         | &AElig;         | &aelig;       | &aelig;        |                             |                             |                           |                           |                           |                           |                         |                         |